# Ingrīda Barkāne
Ingrīda Barkāne z domu Verbele (ur. 18 stycznia 1948 w Lipawie) – łotewska lekkoatletka startująca w barwach Związku Radzieckiego, sprinterka i płotkarka.
Zdobyła brązowy medal w biegu na 400 metrów na europejskich igrzyskach juniorów w 1966 w Odessie.  Odpadła w półfinale tej konkurencji na igrzyskach olimpijskich w 1968 w Meksyku.
Zdobyła brązowy medal w sztafecie 4 × 400 metrów (w składzie: Inta Kļimoviča, Barkāne, Nadieżda Iljina i Natalja Sokołowa) oraz odpadła w półfinale biegu na 400 metrów na mistrzostwach Europy w 1974 w Rzymie.
Zwyciężyła w sztafecie 4 × 2 okrążenia (w składzie: Iljina, Barkāne, Ludmyła Aksionowa i Kļimoviča) na halowych mistrzostwach Europy w 1975 w Katowicach. Zajęła 7. miejsce w biegu na 400 metrów przez płotki na mistrzostwach Europy w 1978 w Pradze.
Była mistrzynią ZSRR w sztafecie 4 × 400 metrów w 1974 i 1975. 1 czerwca 1969 w Mińsku ustanowiła rekord świata w tej konkurencji czasem 3:43,2.
Do tej pory (sierpień 2019) jest rekordzistką Łotwy w sztafecie 4 × 200 metrów z czasem 1:33,8 (29 lipca 1975 w Moskwie) i w sztafecie 4 × 400 metrów z czasem 3:30,2 (30 lipca 1975 w Moskwie).
Jej rekord życiowy w biegu na 400 metrów wynosił 51,9 s (19 lipca 1975 w Moskwie), a w biegu na 400 metrów przez płotki 55,84 s (11 sierpnia 1979 w Kownie).
Jej mężem jest Vitolds Barkāns, wioślarz, olimpijczyk z 1968.